# Pablo Matera
Pour les articles homonymes, voir Matera (homonymie).

a Compétitions nationales et continentales officielles uniquement.

b Matchs officiels uniquement.
Dernière mise à jour le 28 novembre 2024.
Pablo Matera, né le 18 juillet 1993 à Buenos Aires (Argentine), est un joueur international argentin de rugby à XV jouant au poste de troisième ligne aile aux Mie Honda Heat depuis 2022.

## Biographie
Matera grandit dans une famille passionnée de football et c'est ce sport qu'il pratique d'abord enfant. Il se tourne vers le rugby après avoir vu l'excellent parcours des Pumas durant la coupe du monde 2007. 
Il est brièvement suspendu par Fédération argentine de rugby en décembre 2020 à la suite de la découverte de propos xénophobes et sexistes tenus sur les réseaux sociaux entre 2011 et 2013.
Après deux ans au Stade français, il met fin à son contrat avec le club parisien et s'engage avec les Crusaders pour la saison 2022 de Super Rugby. Il remporte cette compétition en battant 21 à 7 les Blues en finale. Matera est titulaire lors de cette rencontre. En fin d'année 2022, il est retenu dans l'équipe type de l'année à l'occasion des prix World Rugby.
À la suite de son bref passage en Nouvelle-Zélande, il ne souhaite pas prolonger avec les Crusaders et décide de poursuivre sa carrière au Japon en rejoignant les Mie Honda Heat, club de deuxième division japonaise, principalement pour des raisons financières.
Sélectionné pour la Coupe du monde 2023 en France, il subit une déchirure aux ischio-jambiers droits lors du match de phase de poules contre le Japon, ce qui le contraint à déclarer forfait pour la phase finale de la compétition. Il est remplacé par Lucas Paulos, joueur de Bayonne.
En 2024, il est retenu dans le XV type de l'année pour la seconde fois de sa carrière lors de prix World Rugby.

## Palmarès

### En club
- Jaguares
  - Finaliste du Super Rugby en 2019
- Crusaders
  - Vainqueur du Super Rugby en 2022

### En sélection nationale
Néant

### Distinctions personnelles
- Prix World Rugby : Membre du XV masculin de l'année en 2022[14] et 2024